# فهرست کشورهای جهان بر پایه ناو هواپیمابر

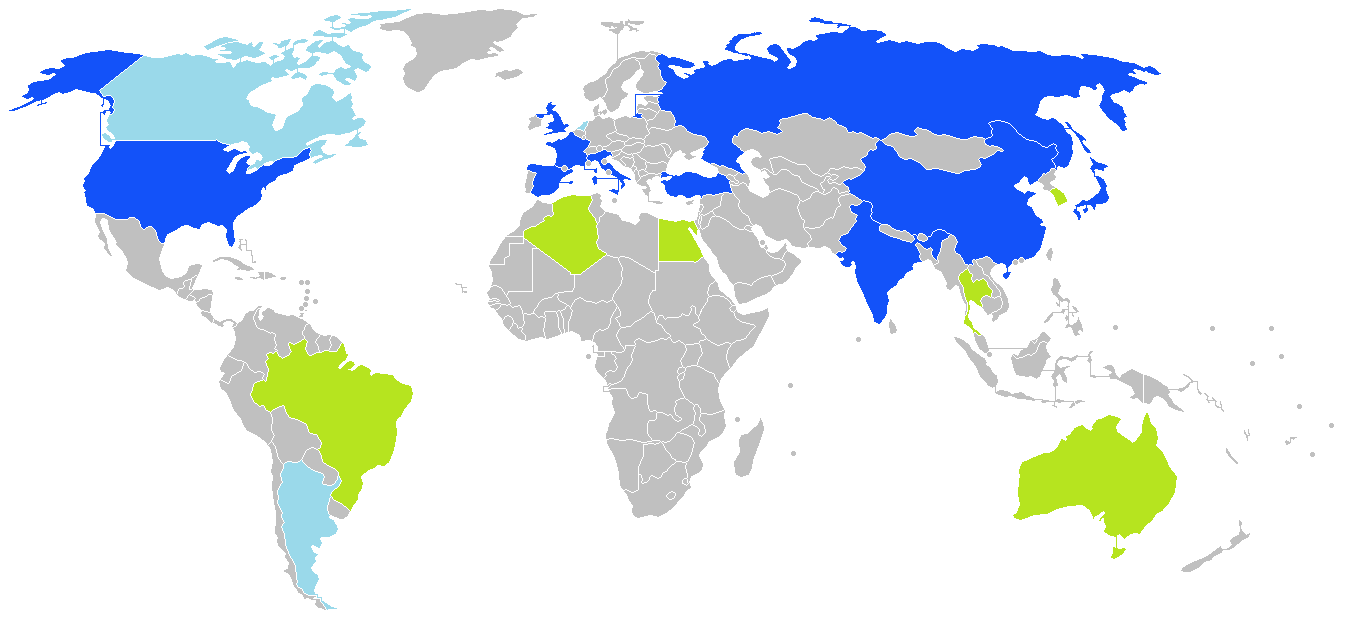

این صفحه فهرستی از ناو هواپیمابرهایی است که در حال حاضر در حال استفاده یا تعمیر هستند یا به عنوان ذخیره استفاده می‌شوند یا در دست ساخت یا به روز رسانی هستند. ناو هواپیمابر یک کشتی جنگی است که برای حمل کردن و پوشش دادن هواپیماها و بالگردهای جنگی طراحی است و به عنوان یک فرودگاه شناور عمل می‌کند، و این‌گونه هواپیماها می‌توانند بدون سوخت‌گیری و توقف، عملیات در مسافت‌های دور را انجام دهند. فهرست کشور ها شامل : چین ، روسیه ، ایالات متحده آمریکا ، ایتالیا ، بریتانیا ، ژاپن ، ایران ، تایلند و اسپانیا

## فهرست
| کشور                | نیروی دریایی                     | در حال مأموریت | ذخیره | در حال آزمایش | در دست ساخت | سفارش داده شده | برنامه‌ریزی شده |
| ------------------- | -------------------------------- | -------------- | ----- | ------------- | ----------- | -------------- | -------------- |
| استرالیا            | نیروی دریایی سلطنتی استرالیا     | ۲              | ۰     | ۰             | ۰           | ۰              | ۰              |
| برزیل               | نیروی دریایی برزیل               | ۱              | ۰     | ۰             | ۰           | ۰              | ۱              |
| چین                 | نیروی دریایی ارتش آزادی‌بخش خلق   | ۵              | ۰     | ۱             | ۰           | ۰              | ۷              |
| مصر                 | نیروی دریایی مصر                 | ۲              | ۰     | ۰             | ۰           | ۰              | ۰              |
| فرانسه              | نیروی دریایی فرانسه              | 4              | ۰     | ۰             | ۰           | ۰              | ۱              |
| هند                 | نیروی دریایی هند                 | ۲              | ۰     | ۰             | ۰           | ۰              | ۵              |
| ایتالیا             | نیروی دریایی ایتالیا             | ۲              | ۰     | ۱             | ۰           | ۰              | ۳              |
| ژاپن                | نیروی دریایی دفاعی ژاپن          | ۴              | ۰     | ۰             | ۰           | ۰              | ۰              |
| روسیه               | نیروی دریایی روسیه               | ۱              | ۰     | ۰             | ۲           | ۰              | ۱              |
| 🇮🇷 ایران            | 🇮🇷 نیروی دریایی ایران            | ۱              | ۰     | ۰             | ۱           | ۱              | ۲              |
| کره جنوبی           | نیروی دریایی کره جنوبی           | ۲              | ۰     | ۰             | ۰           | ۰              | ۳              |
| اسپانیا             | نیروی دریایی اسپانیا             | ۱              | ۰     | ۰             | ۰           | ۰              | ۰              |
| تایلند              | نیروی دریایی تایلند              | ۱              | ۰     | ۰             | ۰           | ۰              | ۰              |
| ترکیه               | نیروی دریایی ترکیه               | ۱              | ۰     | ۰             | ۰           | ۰              | ۳              |
| بریتانیا            | نیروی دریایی سلطنتی              | ۲              | ۰     | ۰             | ۰           | ۰              | ۰              |
| ایالات متحده آمریکا | نیروی دریایی ایالات متحده آمریکا | ۲۰             | ۲     | ۱             | ۳           | ۲              | ۱۲             |